# Cerritos de Zavala
Cerritos de Zavala, está localizado en el Estado Mexicano de San Luis Potosí. Localizado a una altitud de 1690 m sobre el nivel del mar, pertenece al Valle del Tangamanga, es casa de 1251 m habitantes, de los cuales el 53% son adultos.
La localidad de Cerritos de Zavala está situada en la Zona Altiplano, el clima es predominantemente cálido con mañanas y noches frías debido a la altitud, la flora varia desde el Nopal, Mesquites, cactus, entre otras varias especies de plantas.
La fauna predomina de animales como víboras de cascabel, coyotes, lagartijos, búhos, y otros distintas especies .
La economía de la región se basa en la agricultura y la ganadería, en la región se cosecha todo tipo de hortalizas como el jitomate, el chile ancho, chile árbol, lechuga, zanahoria, pepinos, calabacitas.
En la ganadería principalmente el intercambio de animales como chivas, vacas, becerros, caballos y asnos.
La gastronomía del pueblo consiste primordialmente de varios platillos como las barbacoa de becerro,  el mole , y las enchilada
Las Tradiciones consisten en fiestas patronales Religiosas católicas que Pueden perdurar por toda la Madrugada en especial la Fiesta del 24 de diciembre otorgada al Nacimiento del Niño Jesús donde Participan Personas interpretando Una Pastorela Acompañado de juegos Artificiales y Cantos.
Su mayor Centro Turístico es el “Cerrito de la Cruz” Como También su iglesia Principal del Pueblo. Su Centro de estudios es la Escuela Primaria 20 de Noviembre.